# Kondó
Kondó este un sat în districtul Miskolc, județul Borsod-Abaúj-Zemplén, Ungaria, având o populație de 641 de locuitori (2011). 

## Demografie
Componența etnică a satului Kondó
     Maghiari (99,47%)
     Romi (0,53%)
Componența confesională a satului Kondó
     Reformați (51,17%)
     Romano-catolici (18,1%)
     Fără religie (7,96%)
     Greco-catolici (4,68%)
     Necunoscută (18,1%)
     Alte religii (0,78%)
Conform recensământului din 2011, satul Kondó avea 641 de locuitori. Din punct de vedere etnic, majoritatea locuitorilor (99,47%) erau maghiari.  Din punct de vedere confesional, majoritatea locuitorilor (51,17%) erau reformați, existând și minorități de romano-catolici (18,1%), persoane fără religie (7,96%) și greco-catolici (4,68%). Pentru 18,1% din locuitori nu este cunoscută apartenența confesională.